# Onychopterocheilus angustipalpus
Onychopterocheilus angustipalpus är en stekelart som först beskrevs av Kostylev 1940.  Onychopterocheilus angustipalpus ingår i släktet Onychopterocheilus och familjen Eumenidae. Inga underarter finns listade i Catalogue of Life.